# ジャマイカ・ジョー
ジャマイカ・ジョー（Jamaica Joe）とは、ショートドリンクに分類される、コーヒー・リキュールをベースとするカクテルである。

## レシピの例
- コーヒー・リキュール ： アドヴォカート ： ラム ＝ 1：1：1
- グレナデン・シロップ ＝ 1dash
- ナツメグ ＝ 適量

### 作り方
コーヒー・リキュール、アドヴォカート、ラムをシェークして、カクテル・グラス（容量75 - 90ml程度）に注ぎ、グレナデン・シロップをグラスに沈める。最後に、ナツメグをふりかければ、完成である。

## 備考
ジャマイカは、コーヒーの品種の1つ、ブルーマウンテンの産地である。カクテル名に「ジャマイカ」と付いていることもあり、ブルーマウンテンを使ったコーヒー・リキュールのティア・マリア(Tia Maria)を使用するように指定されることもある。同様にラムもジャマイカ産のものを使用するように指定されることもある。ただ、ラムについては、逆にホワイト・ラムを使用するよう指定されることもある。それから、ナツメグについては使用されないこともある。